# Trắc trung
Trắc trung hay còn gọi là trắc Việt, tràm bầu, dịp rừng, tên khoa học Dalbergia vietnamensis, là loài thực vật đặc hữu hẹp của miền nam Trung Bộ Việt Nam.

## Đặc điểm nhận biết
Cây gỗ nhỏ, rụng lá theo mùa. Thân có gai do cành biến thành. Phân cành thấp. Vỏ xám trắng, dày 3–4 mm.
Lá kép lông chim, có cuống mảnh, dài 5,2-6,3 cm. Lá chét hình trứng, mỏng, phiến lá dài 3,5 cm, rộng 2,2 cm.
Hoa tự xim có trục rất mảnh, mọc ở đầu cành. Quả hình trái xoan-trứng ngược hoặc trái xoan, dài 3–3 cm. Mùa hoa vào tháng 7-9.

## Sinh thái học
Mọc khá tập trung thành đám nhỏ, đặc biệt là mọc với các cây có gai, mọc dải rác trong bụi cao rậm. Có khả năng chịu hạn. Phân bố ở độ cao dưới 500m.

## Phân bố địa lý
Chỉ thấy ở các tỉnh Phú Yên và Khánh Hòa của Việt nam.

## Sử dụng
Gỗ màu nâu thẫm rất đẹp, không bị mối mọt, thường lấy gỗ làm đồ mỹ nghệ cao cấp, đóng bàn ghế.

## Bảo tồn
Là loài nằm trong sách đỏ thực vật Việt Nam, cấp E (có nguy cơ tuyệt chủng). Chính phủ Việt nam quy định là loài thuộc nhóm IB nghị định 32, cấm khai thác, vận chuyển, tàng trữ.